# Regione di Gladstone
La regione di Gladstone è una Local Government Area che si trova nel Queensland. Essa si estende su una superficie di 10.467,07 chilometri quadrati e ha una popolazione di 57.891 abitanti. La sede del consiglio si trova a Gladstone.